# Shinzo
Shinzo, noto in Giappone come Mushrambo (マシュランボー?, Mashuranbō), è un anime del 2000 edito in Italia da Fox Kids.
Si ambienta in un futuro dove creature note come Enterriani hanno preso il controllo della Terra rinominandola Enterra. In questo scenario tre Enterriani devono proteggere l'ultima umana per restaurare la sua razza. L'anime si concentra principalmente sulle avventure che affrontano i tre, mentre si impegnano per portare a termine questo compito.

## Trama
In un tempo indeterminato, il Guardiano della Via Lattea, Lanancuras, inizia a covare un desiderio di potere, finendo con l'invadere i mondi che lui stesso dovrebbe proteggere. Essendo legato alla galassia, egli è in grado di assorbire le parti di un pianeta e di incrementare in questo modo la propria forza. Di pianeta in pianeta Lanancuras trova anche delle creature che gli giurano fedeltà e che prendono il nome di Cadriani (Kadrian in lingua originale). Quando gli altri Guardiani Celesti lo affrontano, egli è troppo forte per essere sconfitto. Allora, tutti i Guardiani Celesti cedono parte del loro potere e lo infondono in unico Guardiano, Mushra, il cui nucleo viene utilizzato per creare una carta capace di sigillare Lanancuras. La prigione è stata creata dalle parti dei pianeti caduti sotto il potere del re dei Cadriani, e con l'aiuto della carta l'asteroide così creato è in grado di trattenere Lanancuras, poiché i pianeti sono esseri viventi e contengono una significativa parte di energia.
L'asteroide viene espulso nella galassia per essere sigillato per sempre. Nel frattempo, il modo in cui Lanancuras ha accresciuto il proprio potere ha alterato gli equilibri dei pianeti della Via Lattea. Sulla Terra, le conseguenze si manifestano nel XXII secolo nella forma di un virus che si fonde col DNA degli umani, uccidendoli. Al fine di eliminare tale virus, gli scienziati lavorano per combinare il DNA umano con il DNA degli animali e di altre creature immuni ai suoi effetti. Riescono nel loro intento e creano una razza senziente di esseri noti come Enterriani (Enterran in lingua originale). Viene comunque trovata una cura, permettendo alla razza umana di sopravvivere.
Nel frattempo i Cadriani cercano un modo per liberare il loro padrone, e trovano il posto perfetto per farlo. I Guardiani si accorgono troppo tardi che l'asteroide dov'è sigillato Lanancuras viene reindirizzato verso la Terra. I Guardiani rispettano un voto secondo cui non possono interferire con gli eventi dei pianeti poiché questo spetta agli abitanti e alla natura, perciò l'asteroide è fuori dalla loro influenza. Al momento dell'impatto, il sigillo che trattiene Lanancuras viene spezzato, lasciando solo i frammenti dei pianeti a trattenere il re dei Cadriani.
Sempre al momento dell'impatto, tre gemme speciali, permeate del potere dei Guardiani, vengono collocate nell'Enterriano più potente, dando vita a Mushrambo. Anche altri Enterriani subiscono le radiazioni celesti e ottengono i poteri di Iper Enterriani, la cui essenza si conserva anche dopo la morte all'interno di oggetti denominati EnCard. Lanancuras immagina che a un certo punto i Guardiani concederanno i loro poteri anche a qualcuno che possa davvero opporsi a lui, e che costui non sarà un Enterriano, poiché gli Enterriani sono in realtà estremamente facili da influenzare; dunque, il custode dovrà essere un umano. Egli riesce a infettare la mente di Mushrambo e sceglie altri sei generali per guidare gli Enterriani in una guerra contro gli umani, facendo loro credere che gli umani li abbiano solo sfruttati.
Mushrambo, sotto lo pseudonimo di Re Dark, conduce la guerra, ed è come se tutti gli altri Enterriani fossero completamente ignari della ragione per cui provano tanto odio. Tutto ciò che sanno è che vogliono distruggere gli umani, e soltanto Mushrambo e un'altra generale Enterriana, Rusephine, sanno che il meteorite ha qualcosa a che fare con la faccenda.
A un certo punto, i Guardiani eleggono un custode del loro potere. Viene scelta la bambina Yakumo Tatsuro, figlia dello scienziato Daigo Tatsuro, che aveva contribuito a creare gli Enterriani e la cura per il virus. Daigo sa che gli umani stanno perdendo la guerra, e sotto l'ispirazione dei Guardiani Celesti costruisce un luogo dove Yakumo possa sopravvivere, sapendo che lei è speciale. I guardiani inviano sulla Terra Hakuba, un Cavallo Celeste che alla morte si trasformerà nella Spada Originale, l'arma più potente dell'universo. Sempre consapevole del proprio compito, Hakuba prende la forma di una capsula mobile per trasportare Yakumo.
Quando Yakumo ha intorno ai 6 anni, Daigo finisce di costruire un sotterraneo dove lei possa sopravvivere grazie a una macchina che la ibernerà permettendole di vivere per 50 anni e crescere fisicamente solo di un anno. Proprio mentre accade questo, Mushrambo distrugge l'ultimo rifugio degli umani, il luogo chiamato Shinzo (in giapponese "Cuore"). Poi va alla ricerca di Yakumo, e nel farlo uccide Daigo. Quando è sul punto di uccidere anche Yakumo, i macchinari che la tengono in vita si attivano risvegliando i poteri celesti della bambina. Yakumo congela l'energia di Mushrambo e lo distrugge con la propria aura. Mushrambo muore, e la sua energia torna a riporsi nei tre cristalli. I Guardiani guidano via le gemme per un futuro utilizzo.
Con l'annientamento degli umani, gli Enterriani prendono il controllo del pianeta e lo rinominano Enterra. A tre di loro, i Guardiani distribuiscono le gemme. Quella rossa va a Mushra, cui i Guardiani hanno dato un nuovo corpo mortale su Enterra. Mushra riceve la corona di Koira, un potente artefatto che gli apparteneva prima di sigillare Lanancuras.
La macchina di ibernazione che preserva Yakumo funziona male, anche se ciò in realtà è opera dei Guardiani. Yakumo dorme per 500 anni e si risveglia all'età di 17 anni. In una registrazione del padre le viene detto di cercare Shinzo, l'ultimo santuario e rifugio della razza umana, e di portare la pace fra umani ed Enterriani. In realtà, lo scopo di tale viaggio è renderla consapevole dei suoi poteri.
Completamente ignaro del proprio passato di Guardiano, Mushra incontra Yakumo dopo essere stato appeso a una cascata come punizione per un crimine. Lei lo libera, e sotto l'effetto della gemma lui si sente costretto a seguirla. Successivamente incontrano Sago, che ha ricevuto la gemma blu, e Kutal, che detiene la gemma verde.
La storia racconta del viaggio del gruppo e dei nemici che incontrano: infatti gli Enterriani conservano ancora odio e rancore nei confronti degli umani, e tentano in tutti i modi di uccidere Yakumo e di impedirle di raggiungere Shinzo. I poteri di Yakumo impiegano molto tempo per svilupparsi, essendo lei una persona pacifica e disposta al perdono. È spesso in conflitto con Mushra e la sua natura violenta, ma finisce per accettare che questi trasformi gli avversari in EnCard, la cui essenza può essere fusa ad altri Enterriani per accrescerne la forza. Poiché nelle gemme affidate a Mushra, Sago e Kutal è conservata l'essenza di Mushrambo, i tre Enterriani scoprono che unendosi possono ricreare l'antico guerriero, il quale non prova più odio verso gli umani e presta la sua enorme forza per difendere Yakumo negli scontri più critici.
Poco a poco, parti del passato vengono rivelate, fino alla scoperta che Shinzo è stato distrutto proprio da Mushrambo. La generalessa enterriana Rusephine invia nel passato Mushra, Sago e Kutal, che vengono a conoscenza della verità ma non riescono a fare la differenza negli eventi. Quando tornano al loro tempo e affrontano Rusephine nella forma di Mushrambo, questa richiama dal passato il Mushrambo malvagio. La successiva battaglia porta alla distruzione di quest'ultimo, nonché alla morte di Mushra, Sago e Kutal. Rimangono solo Yakumo, Hakuba e i tre cristalli.
La sconfitta del Mushrambo malvagio provoca un'alterazione della linea temporale. Infatti, essendo egli morto, la razza umana non viene annientata e la guerra fra umani ed Enterriani non avviene. Questo significa anche che nella seconda linea temporale Lanancuras non usa molta energia per controllare la guerra, e mentre è completamente inattivo nella prima linea temporale, nella seconda sta per liberarsi dal meteorite quando Yakumo si risveglia dall'ibernazione. Con i suoi poteri ora completamente sviluppati, Yakumo tenta di ostacolare i tentativi di Lanancuras per liberarsi. Tuttavia, non è forte abbastanza da fermarlo per sempre.
Nella nuova linea temporale, Mushra, Sago e Kutal sono di nuovo in vita, tuttavia non ricordano nulla di quanto avvenuto nella prima linea temporale. Yakumo fa avere loro le tre gemme, in modo che possano tornare a trasformarsi in Mushrambo per affrontare Lanancuras. I tre Enterriani si trovano a combattere i Cadriani accorsi ad aiutare il loro re, e lentamente riacquistano i ricordi della vecchia linea temporale, ormai fusasi completamente con la seconda.
Alla fine, Yakumo consuma tutte le sue forze e muore. Lanancuras si libera dal meteorite, rivelandosi troppo forte anche per Mushrambo. Con l'aiuto di Hakuba, che si trasforma nella Spada Originale, Mushrambo riesce comunque a mettere in difficoltà Lanancuras, che però non perisce. Mushrambo torna a dividersi in Mushra, Sago e Kutal. Segue una battaglia in cui Mushra riacquista i poteri e i ricordi di Guardiano Celeste, oltre alla carta con la quale in passato aveva sigillato Lanancuras. Grazie anche a un intervento diretto dei Guardiani, che decidono di infrangere il loro voto, Mushra riesce a sconfiggere il nemico. Tuttavia, i colpi subiti dal re dei Cadriani si ritorcono sulla galassia che egli proteggeva quand'era un Guardiano, e per questo dal Sole si stacca un frammento che minaccia di distruggere la Terra. A quel punto, Mushra decide di portare con sé Lanancuras nello spazio, andando a collidere col frammento di Sole e salvando il pianeta a costo della propria vita.
I Guardiani ricompensano Mushra riportandolo in vita - non è dato sapere per quanto tempo o se addirittura per sempre - su Enterra, così che possa vedere i frutti della sua vittoria. Nel mentre, le essenze di Yakumo e Mushrambo si ricongiungono nella dimensione celeste, innamorate per l'eternità.

## Personaggi

### Personaggi principali
- Yakumo Tatsuro (ヤクモ?, Yakumo): Umana con poteri celesti a causa dell'assorbimento di una delle gemme del meteorite di Lanancuras. Odia la violenza e segue la via della pace finché non capisce che la violenza è, in qualche misura, necessaria per raggiungere la pace.
- Mushrambo: Fusione di Iper Mushra, Iper Sago e Iper Kutal, il rinato Ultimo Guerriero di Enterra. La forma Hyper di Mushra è la chiave per la trasformazione: Sago e Kutal vengono assorbiti dall'Hyper Mushra, poi la trasformazione di Mushrambo ha inizio (nella sua prima apparizione il comando per la trasformazione è "Mushrambo Iper Fiamma!"). Ryuma ha cercato di controllare Mushrambo con la Carta Nera, facendolo diventare Mushrambo Nero, solo per essere ucciso dal guerriero corrotto che viene poi purificato da Yakumo. Mushrambo diventerà anche Mushrambo Dorato nella battaglia con il suo io passato, l'originale Mushrambo incarnatosi in Re Dark. Mushrambo originariamente era un Enterriano unico, non la fusione di tre individui, ed era il più potente guerriero Enterriano; quando però Lanancuras precipitò sul pianeta, tre gemme, parte del suo sigillo, entrarono in Mushrambo che, manipolato da Lanancuras contro ogni piano celeste, divenne malvagio e guidò tutti gli Enterriani allo sterminio del genere umano. Venne poi distrutto inconsciamente da Yakumo neonata e la sua essenza rimase nei tre cristalli, che vennero poi distribuiti a Mushra, Sago e Kutal.
  - Mushra: un ex Guardiano Celeste e personaggio principale. Elementale del fuoco, umanoide. Rappresenta la Fenice e il sud. Si trasforma in Hyper Mushra (al comando "Iper Fiamma!"). Guerriero-fenice, riceverà dal re Nipper le ali. Originariamente era un Guardiano Celeste, ma ha rinunciato alla propria immortalità per convogliare in sé il potere degli altri guardiani e, sacrificandosi, ha imprigionato Lanancuras nel meteorite. In seguito è diventato un Enterriano in modo che possa cercare di fermare Lanancuras, ma non possiede alcun ricordo della sua vita precedente. Alla fine della serie riprende la sua forma originale di Celestial Mushra al comando "Potere Astro!", quando viene ucciso da Lanancuras che straccia la sua carta di Enterriano e i Guardiani gli rivelano la sua vera natura, facendolo tornare quello di un tempo. Egli è anche innamorato di Yakumo. Tra i suoi attacchi sono: Hyper Burn, Inferno Blast, Vortice di Fiamme, Heat Blast, Iper Fiamma Ultra, Ultra Hyper Storm Vortex, Iper vortice di fuoco, Hyper Fire Storm, Solar Blast, incendio della Fenice, Missili Solari delle Fiamme, Iper Fiamma di Enterra, Fuoconova, Flaming Croce della Fenice, e Fiamme della Fenice.
  - Sago: Elementare dell'acqua, umanoide. Rappresenta il Drago e l'Oriente. Hyper Sago (si trasforma al comando "Idropotere!"). Viene descritto come il diavolo dell'acqua, riceverà le ali da pipistrello dal re Nipper. È anche l'unico che può usare il suo elemento al di fuori della sua forma Hyper. Tra i suoi attacchi ci sono: Tidal Wave, Hydro Blast, Aqua Dragon, Hydro Tornado, Hydro Twister, Vortice d'Acqua, Mist Grenade, e Aqua Tornado.
  - Kutal: Elementare della terra, felinoide. Rappresenta la tigre e l'Occidente. Hyper Kutal (si trasforma al comando "Occhio di Leone!"). È un leone con strisce con attacchi sismici. Riceverà dal re Nipper le ali. Tra i suoi attacchi ci sono: Quake Enterra, Terra Crusher, Enterra Shockwave, Strike sismica, e Enterra Crusher.
- Hakuba: cavallo celeste come Mushra è arrivato sulla Terra assumendo una forma robotica. Hakuba serviva a proteggere Yakumo e serviva anche come suo trasporto. Rappresenta la tartaruga e il Nord. Durante la battaglia con Lanancuras, ha assorbito le EnCard dei sei generali Enterriani ed ha assunto la sua vera forma, la Spada Originale.
- Rei, Sean e Estee: nipoti di Kutal. Fra tutti e tre i gattini, Estee è quella che parla di più.
- Binka: una giovane ragazza inviata da Yakumo (che l'ha aiutata, dopo che i suoi genitori sono morti) per trovare i prescelti. Lei è armata di un bazooka. È caratterialmente l'opposto di Yakumo, coraggiosa e maschiaccio, a differenza di quest'ultima che è schiva e gentile, ciononostante la ama come una madre. Il suo mezzo di trasporto è a forma di tartaruga, cosa che rimanda a Genbu il guardiano del nord della mitologia cinese.

### Altri personaggi
- Re Nipper: Nipper era una volta compagno di robotica del Dr. Tatsuro e poi divenne il sovrano della Città Mechano. Tuttavia, egli divenne un riluttante capro espiatorio per i soldati di Rusephine, rendendolo odiato dal suo popolo. Ma quando è arrivata Yakumo, Nipper rivela la sua vera natura e si sacrifica per dare alle tre guardie del corpo di Yakumo il potere che ha previsto per loro, le ali e un potenziamento ulteriore delle loro abilità. Muore dopo aver parlato agli eroi dei sette Generali Enterriani.
- Bolt: Bolt è il leader di alcuni robot ribelli contro il re Nipper ma scoprirà la verità sul re.
- Clip: amica di Bolt nella ribellione.
- Chip: Un robot grasso, amico di Bolt nella ribellione.
- Tago: Un altro robot amico di Bolt nella ribellione.
- Daigo:  un robot gigante guerriero. Fu distrutto da Caris, mentre Mushra, Sago e Kutal venivano ricaricati.
- Custodi celesti di Shinzo

### Antagonisti principali
- Lanacuras, Re dei Cadriani: l'antagonista principale della serie. Un ex Guardiano Celeste, è diventato una sorta di dio per i Cadriani che vorrebbero rianimarlo. I suoi attacchi sono: Palla della Fusione, Potere Celeste delle Tenebre e Globo della Distruzione. Viene definitivamente sconfitto quando Mushra riprende la sua forma celestiale e lo trascina fuori dalla stratosfera per salvare il pianeta da un missile solare che doveva distruggere tutti i pianeti della Via Lattea, sacrificandosi con lui.
- Eilis: comandante dell'esercito dei Cadriani. Il suo corpo è fatto di metallo Quicksilver. Il suo colpo migliore è Inferno Solare. È molto più potente di Mushra, Sago e Kutal e si considera molto più forte anche di Mushrambo, ma viene ucciso senza fatica da quest'ultimo.
- Lunaria: secondo in comando dei Cadriani. Ha la pericolosissima abilità di creare i cosiddetti "labirinti di Lunaria" che fanno girare in tondo le vittime senza che queste riescano a trovare modo di uscire dal terreno da lei circoscritto finché non viene sconfitta la creatura cadriana al suo interno, inoltre in questi luoghi gli Enterriani non possono trasformarsi nella loro hyper forma. È stata uccisa dall'aura di Yakumo per salvare Mushra e i suoi amici.
- Sette generali Enterriani: i sette Enterriani più potenti che guidano gli Enterriani verso la distruzione della razza umana. Dopo una battaglia lunga e terribile, vengono infine uccisi da Hyper Mushra, Sago e Kutal quando uccidono il Mushrambo del passato che aveva assorbito le altre sei carte, ciò cambia il corso della storia, perché sono stati loro, guidati da Mushrambo (contaminato da Lanancuras) a ritenere gli umani esseri malvagi che andavano sterminati ad ogni costo. Ognuno dei 7 generali governa un elemento naturale diverso.
  - Daku, Re Insetto: re degli Enterriani insetti, è un cavaliere di Ercole. Iper Re Daku è simile ad un samurai. Tra gli enterriani è molto astuto, infatti riesce a condurre in una ben congegnata trappola Yakumo e i suoi tre amici. Viene ucciso da Hyper Mushra, Sago, e Kutal dopo aver assorbito la EnCard del suo servo Katai. Il suo elemento è il fulmine.
  - Ryuma, Re Rettile: Signore degli Enterriani rettili e uno dei pochi Enterriani che somiglia agli esseri umani, apparendo più come umanoide. È molto astuto e intelligente, ma anche sadico e superbo. Grazie alla sua astuzia mette a punto un piano per costringere Mushra, Kutal, e Sago a diventare Mushrambo ed utilizzare la Carta Nera per controllarlo e in tal modo, controllando il più potente Enterriano, dominare tutto il pianeta. Una volta acquisito il controllo di Mushrambo grazie all'intervento del suo drago, Grandora, vede la paura in Yakumo, che lo supplica di liberare i suoi amici, e prova una folle attrazione per lei. Come risultato, Ryuma cerca di dimostrare quanto lui sia potente e vorrebbe sposare Yakumo invece di ucciderla, quale gesto finale di supremazia sugli umani. Questo si rivelerà un errore fatale perché l'esistenza di Yakumo attira la Carta Nera di Mushrambo a lei. Così, dopo la sconfitta di Grandora, Ryuma utilizza la carta del drago per diventare (con il comando "Grand Ryuma Alzati!") Grand Ryuma, un ibrido tra un drago gigante ed un umano. In questo stato, tenta di congelare Mushrambo, ma viene ucciso da quest'ultimo con una raffica di energia oscura. Il suo elemento è il ghiaccio.
  - Rusephine, Regina degli Uccelli: regina degli Enterriani uccelli. Dopo che i suoi servi le forniscono le carte di Franken, Diehanger, e Kimylas, lei li assorbe assieme a quelle di Daku e Ryuma per aumentare il suo potere, convinta di essere diventata ancora più potente di Mushrambo. Rusephine è capace di controllare il tempo e di inviare altre persone nel passato. Lei usa il suo potere per invocare il Re Oscuro Mushrambo dal passato, poco prima che attaccasse gli umani, solo per essere uccisa e assorbita da lui senza fatica. I suoi attacchi sono: Sciopero dell'Artiglio, Ipersciopero dell'Artiglio e l'energia Blast. Il suo elemento è il vento.
  - Franken, Re marino: re degli Enterriani di mare. Muore prima della serie, presumibilmente ucciso da Rusephine. Vedendo la carta sembrerebbe una donna ma viene definito re. Il suo elemento è l'acqua.
  - Diehanger, Re delle Bestie: re delle bestie selvatiche Enterriani. Muore prima della serie, presumibilmente ucciso da Rusephine. Vedendo la carta sembrerebbe uno smilodonte antropomorfo. Il suo elemento è la terra.
  - Kimylas, Re degli spettri: re delle bestie spettrali Enterriani. Muore prima della serie, presumibilmente ucciso da Rusephine. Vedendo la carta sembrerebbe un centauro. Il suo elemento è lo spirito.
  - Re Dark: è lo pseudonimo sotto cui si nasconde il Mushrambo originale, antagonista finale della prima parte della serie. Il suo elemento è il fuoco.

### Antagonisti minori
Qui sono elencati i sottoposti di tre dei sei Generali Enterriani:
- Katris: insetto cacciatore di taglie e mantide Enterriano. Assorbirà la regina delle api, viene uccisa da Hyper Mushra.
- Regina delle api: Una si trasforma al comando "Puntura Iper-Ape!". Viene prima uccisa da Hyper Mushra e poi assorbita da Katris.
- Big Blue e il suo fratello maggiore: due Enterriani di tipo ragno, vengono uccisi da Mushra.
- Tombo: Enterriano di tipo centipede, i suoi attacchi sono: Luce di Illusione e Luce della Cecità. Trasformato al comando "Eliminazione della modalità Iper!", verrà ucciso da Hyper Mushra.
- Soldati Bruco: servitori del re Daku.
- Katai: servo di re Daku, ha la capacità di trasformarsi in chiunque. Attira Yakumo nel castello del suo re tramutandosi in un'umana di nome Kiri. Verrà ucciso dallo stesso Daku.
- Medico Parassita: scienziato di Daku, è capace di fare il lavaggio del cervello grazie ai pidocchi.
- Coccodrillo Enterriano: Viene ucciso da Hyper Mushra.
- Waru: re delle lucertole e servo di Gyasa col quale complotta per uccidere Mushra. Egli è in grado di trasformare la sua mano destra in una spada, spostarsi attraverso la parete solida. Verrà ucciso da Gyasa dopo che Mushra gli taglia la mano destra.
- Gyasa: il principe dei rettili, egli è capace di trasformare chi vuole in pietra grazie al veleno dei serpenti che compongono i suoi capelli. Tra gli antagonisti enterriani minori, Gyasa si è dimostrato indubbiamente il più infido e pericoloso, ad un livello paragonabile a quello dei sei Re. Ha un potenziale di crescita teoricamente illimitato. Infatti viene prima sconfitto individualmente da Mushra, Sago e Kutal, poi viene battuto da loro tre insieme. A quel punto rivela che uccidendolo non hanno fatto altro che incrementare la sua forza, perché ogni volta che cambia pelle (cosa che fa invece di morire) acquista potere e si rende immune a quello dei suoi avversari. Da debole diventa così forte da uccidere Sago e Kutal con un colpo, ma quando Mushra si unisce alle loro carte e diventa Mushrambo, Gyasa è completamente inerme davanti al suo potere, ma Mushrambo non lo uccide perché Gyasa cambia ancora pelle e aumenta la sua forza. I suoi attacchi sono: Cyasa Blade, Venom Blast, e Thunder Venom. Diventa Hyper Cyasa dopo aver assorbito numerose EnCard dei serpenti richiamati da lui, ma questo sembra togliergli la capacità di cambiare pelle. I suoi attacchi come Iper Gyasa sono: Potere Iper-Vipera, Spinning Snake Disc, Reptillian Water Blast, Hyper Venom, Hyper Gand Knife, Cannone a Vipera, Python potenza del fascio e Mente di controllo del serpente. Gyasa muore per mano di Mushrambo che gli conficca la spada in testa.
- Huntari: Enterriano di tipo lucertola e cacciatore di taglie armato di un'ascia. Viene assorbita da una pianta vivente.
- Ungra: alchimista rettile servo di Ryuma. Ha creato la Carta Nera utilizzata per controllare Mushrambo, ed è contro l'idea di Ryuma di sposare Yakumo. Muore cercando di difendere il suo padrone ma, prima di morire, chiede perdono a Yakumo e le dice come fermare Mushrambo Nero.
- Grandora: drago gigantesco a tre teste che sputa ghiaccio controllato da Ryuma. Ogni testa usa il freddo in modo diverso: la destra sputa aria gelida che congela tutto ciò che colpisce; la sinistra sputa enormi blocchi di ghiaccio che schiacciano tutto ciò che colpiscono; la testa centrale spara un raggio che taglia e distrugge tutto ciò che colpisce. Grandora è stato convocato da Ryuma per attaccare la città dove Mushra, Sago, Kutal e Yakumo risiedevano. Dopo un attacco sulla città, i tre eroi si trasformano in Mushrambo ma vengono controllati da Ryuma con la Carta Nera. Quando Mushrambo Nero attacca il palazzo di ghiaccio dove era in atto il matrimonio tra Ryuma e Yakumo, Grandora cerca di difendere il suo padrone ma viene sconfitto da Mushrambo Nero, dopodiché Ryuma lo uccide per assorbirne il potere.
- Lord Caris:  Potente Enterriano  dall'aspetto di Tengu che lavora per Rusephine. I suoi attacchi come Iper Caris sono: Lama Piumato, Iperartiglio, e Hyper Thorn. Ha assorbito una EnCard uovo che lo fa diventare Iper Caris Ultra (i cui attacchi sono Iperartigli Ultra e Ultra Hyper Thorn), ma viene ucciso da Iper Mushra nella sua nuova forma "Iper Ultra Forma".
- Gabriel: Servo di Rusephine al quale consegna le EnCard di Franken, Diehanger e Kimylas.

### Cadriani minori
- Garizani: Centipede Cadriano ucciso da Hyper Mushra.
- Kuro e Shiro: fratelli Cadriani che servono Lunaria. Durante la serie rivelano la loro vera natura: un orso nero con una maschera gialla (Kuro) e un orso bianco con una maschera di porpora (Shiro). Essi possono unirsi per formare un panda poco minaccioso con un bastone di bambù come arma (al comando "Orso Cadriano!") oppure trasformarsi in un panda super-predatore (al comando "Iper Predatore Cadriano!"). Vengono uccisi da Hyper Mushra, Sago e Kutal. I loro nomi indicano bianco (Shiro) e nero (Kuro).
- Folletto Cadriano: Servo di Lunaria, può utilizzare attacchi basati sul vento, come il Tornado Blast e Whirlwind Attack. Viene ucciso da Mushra.
- Troll Cadriano: Servo di Lunaria. Può far germogliare tante armi dal suo corpo. Viene ucciso dall'aura di Yakumo.
- Guerrieri Granito: fanti Cadriani

### Personaggi minori
- Darba: pony Enterriano. Inganna Mushra e Co. facendo credere di essere un mago di Shinzo.
- Bonga: bufalo d'acqua Enterriano. Gareggia nel torneo di re Nipper.

## Doppiaggio
Il doppiaggio italiano è stato effettuato presso lo studio Cine Doppiaggi di Roma, sotto la direzione di Vittorio Stagni. I dialoghi sono a cura di Vittorio Amandola.
| Personaggi              | Voce giapponese     | Voce italiana       |
| ----------------------- | ------------------- | ------------------- |
| Yakumo Tatsuro          | Yūko Minaguchi      | Eleonora Reti       |
| Mushra                  | Minami Takayama     | Davide Perino       |
| Iper Mushra / Mushrambo | Minami Takayama     | Fabio Boccanera     |
| Sago                    | Yasuhiko Kawatsu    | Stefano Crescentini |
| Kutal                   | Naoki Tatsuta       | Carlo Marini        |
| Binka                   | Aya Hisakawa        | Gemma Donati        |
| Hakuba                  | Tsutomu Kashiwakura | Davide Lepore       |
| Estee                   | Ai Maeda            | Milvia Bonacini     |
| Rei                     | Fushigi Yamada      | Antonella Baldini   |
| Sean                    | Chie Sawaguchi      | Tatiana Dessi       |
| Dr. Daigo Tatsuro       | Banjō Ginga         | Enrico Di Troia     |
| Re Nipper               |                     | Edoardo Nevola      |
| Bolt                    |                     | Marco Vivio         |
| Clip                    |                     | Domitilla D'Amico   |
| Lunaria                 | Mami Kingetsu       | Laura Boccanera     |
| Gyasa                   | Ryūsei Nakao        | Oreste Baldini      |

## Episodi
| Nº | Titolo italiano Giapponese 「Kanji」 - Rōmaji                                                             | In onda           | In onda      |
| Nº | Titolo italiano Giapponese 「Kanji」 - Rōmaji                                                             | Giapponese        | Italiano     |
| 1  | Il risveglio 「轟爆戦士いきなり怒変身」 - Gōbaku senshi ikinari dohenshin                                 | 5 febbraio 2000   | autunno 2003 |
| 2  | Le api guerriere 「100億力だ!!スッゲェぞ怒鉄拳!!」 - 100 oku chikara da!! Suggee zo do tekken!!           | 12 febbraio 2000  | autunno 2003 |
| 3  | Nella tela del ragno 「打倒!!極悪クモ兄弟・金と銀」 - Datō!! Gokuaku kumo kyōdai. Kin to gin              | 19 febbraio 2000  | autunno 2003 |
| 4  | Una trappola per Yakumo 「マシュラ、遊園地で大暴れ!?」 - Mashura, yūenchi de ooabare!?                    | 26 febbraio 2000  | autunno 2003 |
| 5  | Kiri 「強すぎる！昆虫王ドッカク!!」 - Tsuyosu giru! Konchū ō dokkaku!!                                    | 4 marzo 2000      | autunno 2003 |
| 6  | Lo scontro con Daku 「最終決戦！マシュラvs昆虫王」 - Saishūkessen! Mashura vs Konchū ō                    | 11 marzo 2000     | autunno 2003 |
| 7  | Nella giungla 「新大陸突入！ジャングルにひそむ怪人」 - Shintairiku totsunyū! Janguru nihisomu kaijin      | 18 marzo 2000     | autunno 2003 |
| 8  | I rettili 「マシュラ激闘!スクールウォーズ!!」 - Mashura gekitō! Sukurūozu!!                               | 25 marzo 2000     | autunno 2003 |
| 9  | Gyasa 「敗北！クータル、サーゴ死す！」 - Haiboku! Kutaru, sago shisu!                                     | 1º aprile 2000    | autunno 2003 |
| 10 | Mushrambo: l'ultimo samurai 「無敵の超戦士マシュランボー」 - Muteki no chōsenshi Mashuranbo               | 8 aprile 2000     | autunno 2003 |
| 11 | Lo scontro degli hyper guerrieri 「脅威のチカラだ！ギャザ粉砕！」 - Kyōi no chikara da! Gyaza funsai!     | 15 aprile 2000    | autunno 2003 |
| 12 | La prova 「マシュラ・謎の老師に入門か!?」 - Mashura. Nazo no rōshi ni nyūmon ka!?                         | 29 aprile 2000    | autunno 2003 |
| 13 | Ryuma, signore dei rettili 「敵か味方か？破壊神マシュランボー」 - Teki ka mikata ka? Hakaishin Mashuranbo | 6 maggio 2000     | autunno 2003 |
| 14 | L'angelo della distruzione 「ノンストップ暴走！黒い破壊神」 - Nonsutoppu bōsō! Kuroi hakaishin            | 13 maggio 2000    | autunno 2003 |
| 15 | Mechano City 「天空のロボット王国メカノシティ」 - Tenkū no robotto ōkoku mekanoshitei                     | 20 maggio 2000    | autunno 2003 |
| 16 | Il robot gigante 「巨大ロボ発進！謎のカード工場」 - Kyodai robo hasshin! Nazo no kado kōjō                | 27 maggio 2000    | autunno 2003 |
| 17 | La grande guerra 「弱点なし!?悪魔の発明エッグカード」 - Jakuten nashi!? Akuma no hatsumei eggukado        | 3 giugno 2000     | autunno 2003 |
| 18 | I segreti dei sette 「7大将軍の秘密！」 - 7 daishōgun no himitsu!                                         | 10 giugno 2000    | autunno 2003 |
| 19 | Il demone piumato 「倒せ！最強の鳥獣王ルシフェーヌ」 - Taose! Saikyō no chōjū ō rushifenu                 | 17 giugno 2000    | autunno 2003 |
| 20 | I due Mushrambo 「大激突！マシュラVSマシュランボー」 - Dai gekitotsu! Mashura vs Mashuranbo               | 24 giugno 2000    | autunno 2003 |
| 21 | Una battaglia memorabile 「戦いの果てに…」 - Tatakai no hate ni...                                        | 1º luglio 2000    | autunno 2003 |
| 22 | Un nuovo inizio 「オレは最強王・マシュラさまだ！」 - Ore ha Saikyō ō. Mashura samada!                     | 8 luglio 2000     | autunno 2003 |
| 23 | Gli artigli dell'orso 「勇者復活のハイパーフォーム！」 - Yūsha fukkatsu no haipafomu!                     | 15 luglio 2000    | autunno 2003 |
| 24 | Il parco degli incubi 「地獄の使者 その名はアイリス!!」 - Jigoku no shisha sono mei ha airisu!!           | 22 luglio 2000    | autunno 2003 |
| 25 | Insieme per vincere Eilis 「目覚めよ！マシュランボー」 - Mezame yo! Mashuranbo                            | 29 luglio 2000    | autunno 2003 |
| 26 | Yakumo alla riscossa 「遲すぎた再会」 - Ososu gita saikai                                                 | 12 agosto 2000    | autunno 2003 |
| 27 | Il ritorno di Lanancuras 「最後の希望」 - Saigo no kibō                                                   | 19 agosto 2000    | autunno 2003 |
| 28 | La rinascita di Lanancuras 「ヤクモ落日に死す」 - Yakumo rakujitsu ni shisu                               | 26 agosto 2000    | autunno 2003 |
| 29 | La sfida di Mushrambo 「果てしなき死闘」 - Hate shinaki shitō                                             | 2 settembre 2000  | autunno 2003 |
| 30 | La missione di Mushra 「マシュラの使命」 - Mashura no shimei                                              | 9 settembre 2000  | autunno 2003 |
| 31 | La forza del bene 「心ある戦い」 - Kokoro aru tatakai                                                     | 16 settembre 2000 | autunno 2003 |
| 32 | Lunga vita a Yakumo 「さらばマシュランボー」 - Saraba Mashuranbo                                          | 23 settembre 2000 | autunno 2003 |